# Uurainen
Uurainen (Urais in svedese) è un comune finlandese di 3592 abitanti, situato nella regione della Finlandia Centrale.